# 異棘平鮋
異棘平鮋，為輻鰭魚綱鮋形目鮋亞目平鮋科的其中一種，為深海魚類，分布於中太平洋東部海域，棲息深度0-500公尺，棲息在底層水域，卵胎生，生活習性不明。